# Hydra viridissima
Template:Tassonomia
L'idra verde (Hydra viridissima Pallas, 1766) è uno cnidario idrozoo appartenente alla famiglia Hydridae, diffuso nelle acque dolci della fascia temperata dell'Eurasia.

## Descrizione
Nell'organizzazione polipoide aderisce al suolo tramite un disco adesivo. La cattura delle prede (piccoli crostacei come le Dafnie) avviene grazie all'estroflessione di un filamento spinoso, contenuto nelle cellule specializzate degli cnidari ossia gli cnidoblasti.